# Kinetik
Kinetik es el segundo álbum de la banda de Metal industrial/gótico Omega Lithium.  Fue lanzado el 27 de mayo de 2011.
Kinetik es la nueva creación del cuarteto de Europa del Este Omega Lithium, cuyo álbum de 2009 Dreams in Formaline los llevó a algunas de las marcas más importantes de la escena del Goth-metal. El álbum incluye once pistas fuertes, enérgicas y directas de la talla de Rammstein, Guano Apes, Siddharta, y mucho más. El resultado suena fresco, dinámico e inquietante en todo. Los músicos se concentraron en lo esencial: canciones evocadoras y sexys.

## Lista de canciones
| N.º | Título                                | Duración | Traducción       |
| --- | ------------------------------------- | -------- | ---------------- |
| 1   | Collosus (single)                     | 4:56     | Coloso           |
| 2   | Dance with Me (single)                | 3:11     | Baila conmigo    |
| 3   | Strip me                              | 3:14     | Despojame        |
| 4   | Time of Change                        | 4:04     | Tiempo de Cambio |
| 5   | Kinetik                               | 3:35     | Cinético         |
| 6   | Salvation Refused                     | 3:36     | Salvación Negada |
| 7   | I am God                              | 3:30     | Yo soy Dios      |
| 8   | Breaking                              | 3:14     | Rompiendo        |
| 9   | Cut Forget                            | 3:32     | Cortar, olvidar  |
| 10  | Wind                                  | 3:58     | Viento           |
| 11  | Pjesma                                | 4:10     | Canción          |
| 12  | Kinetik (Mechanic Remix) Edic. Limtd. | 3:49     | Cinético         |

- Datos: Q5959813